# Bert Swartbrug
De Bert Swartbrug bij Zuidhorn in Groningen, overspant het Van Starkenborghkanaal en maakt deel uit van de Spoorlijn Harlingen - Nieuwe Schans. De brug overspant ook de wegen op beide oevers van het kanaal, Van Starkenborghkanaal Noordzijde en de Van Starkenborghkanaal Zuidzijde.
In het kader van het Spoorplan Noord Nederland werd de oude spoorbrug vervangen door deze langere en hogere brug met een overspanning van 160 meter en een totale bruglengte van meer dan 200 meter.
De geplande oplevering was voor het voorjaar van 2018. Op 8 juli 2017 werd de nieuwe spoorbrug geplaatst. Op 2 oktober werd de nieuwe spoorbrug in gebruik genomen en werd de oude brug afgebroken.
Op 25 april 2018 werd naast de brug een kunstwerk onthuld door de weduwe en zoon van de in juni 2017 overleden burgemeester Bert Swart van de gemeente Zuidhorn. Daarmee werd ook de nieuwe naam Bert Swartbrug officieel.

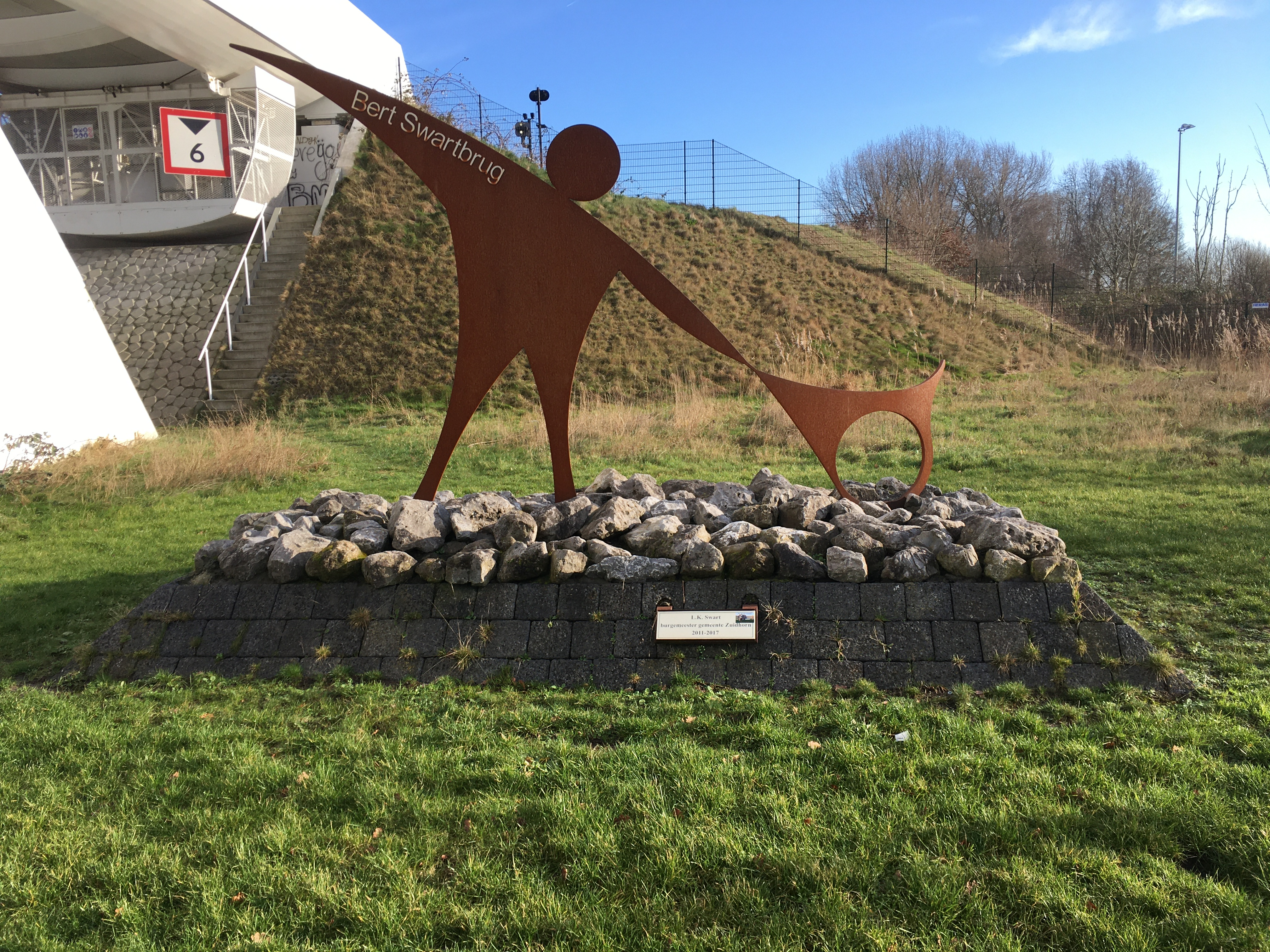
Kunstwerk/monument ter ere van de naamgever van de nieuwe spoorbrug.
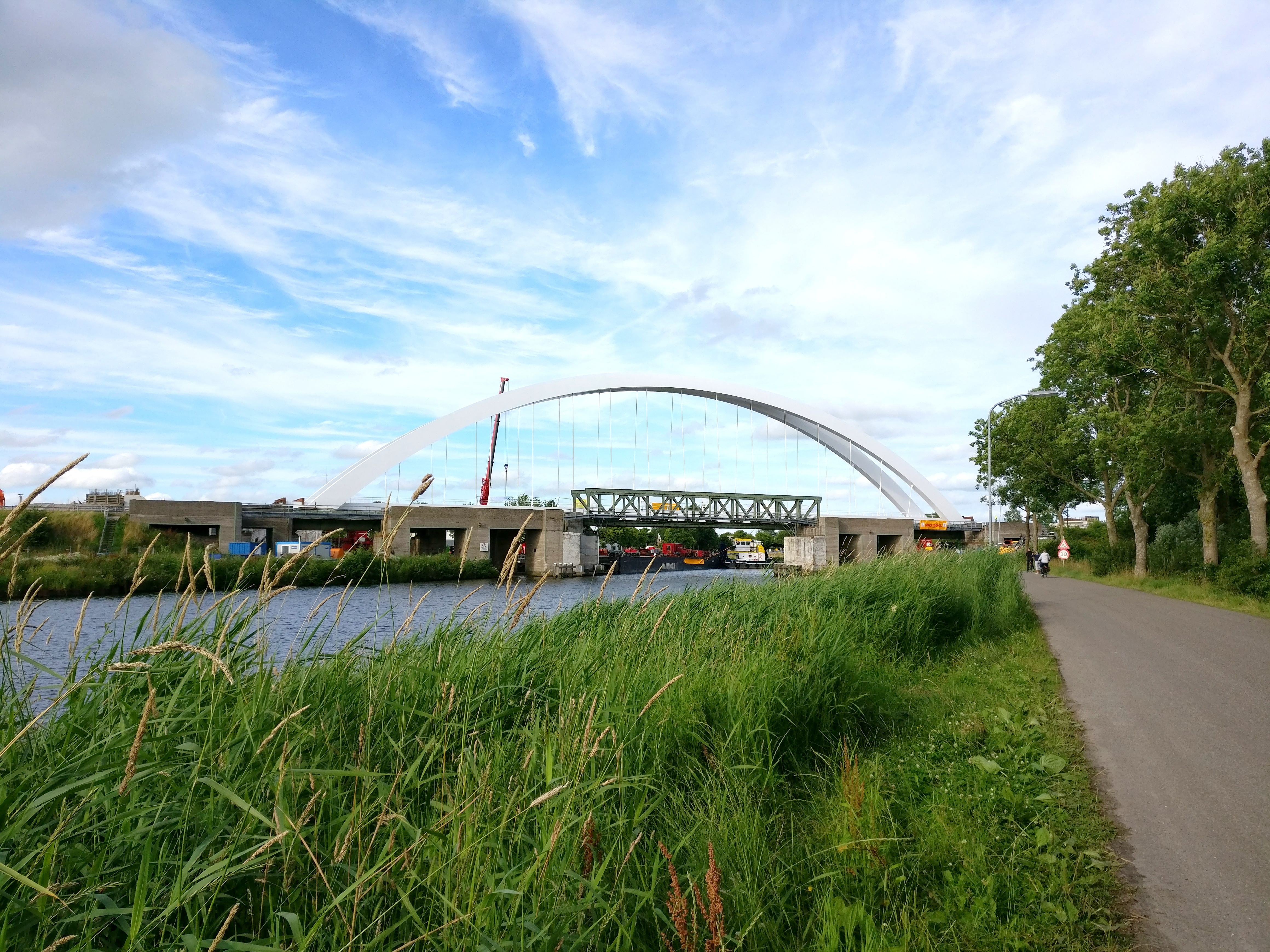
De Bert Swartbrug over het Van Starkenborghkanaal is op 2 oktober 2017 in gebruik genomen. De oude vakwerkbrug is nog voor de nieuwe brug te zien, voordat deze gesloopt werd.

## Oude spoorbrug tot 2017
De oude brug uit 1932 bestond uit twee betonnen landhoofden met een stalen overspanning en had dezelfde constructie als de spoorbrug bij Groningen Noord. De brug was enkelsporig, had een doorvaartbreedte van 22 meter en een doorvaarthoogte van 6,62 meter. Er waren fundamenten aanwezig voor de montage ven een tweede spoorbrug. Door het besluit de vaarroute Lemmer - Delfzijl op te waarderen is een aantal bruggen geheel vervangen waardoor de doorvaartbreedte groter is geworden.
Als herinnering aan de oude brug is aan het begin van de De Gast, ongeveer 500m Oostelijk van de brug, een monument geplaatst dat is opgebouwd uit een deel afkomstig van de oude spoorbrug en een deel van de oude verkeersbrug die in het kader van dezelfde opwaardering ook is vervangen.

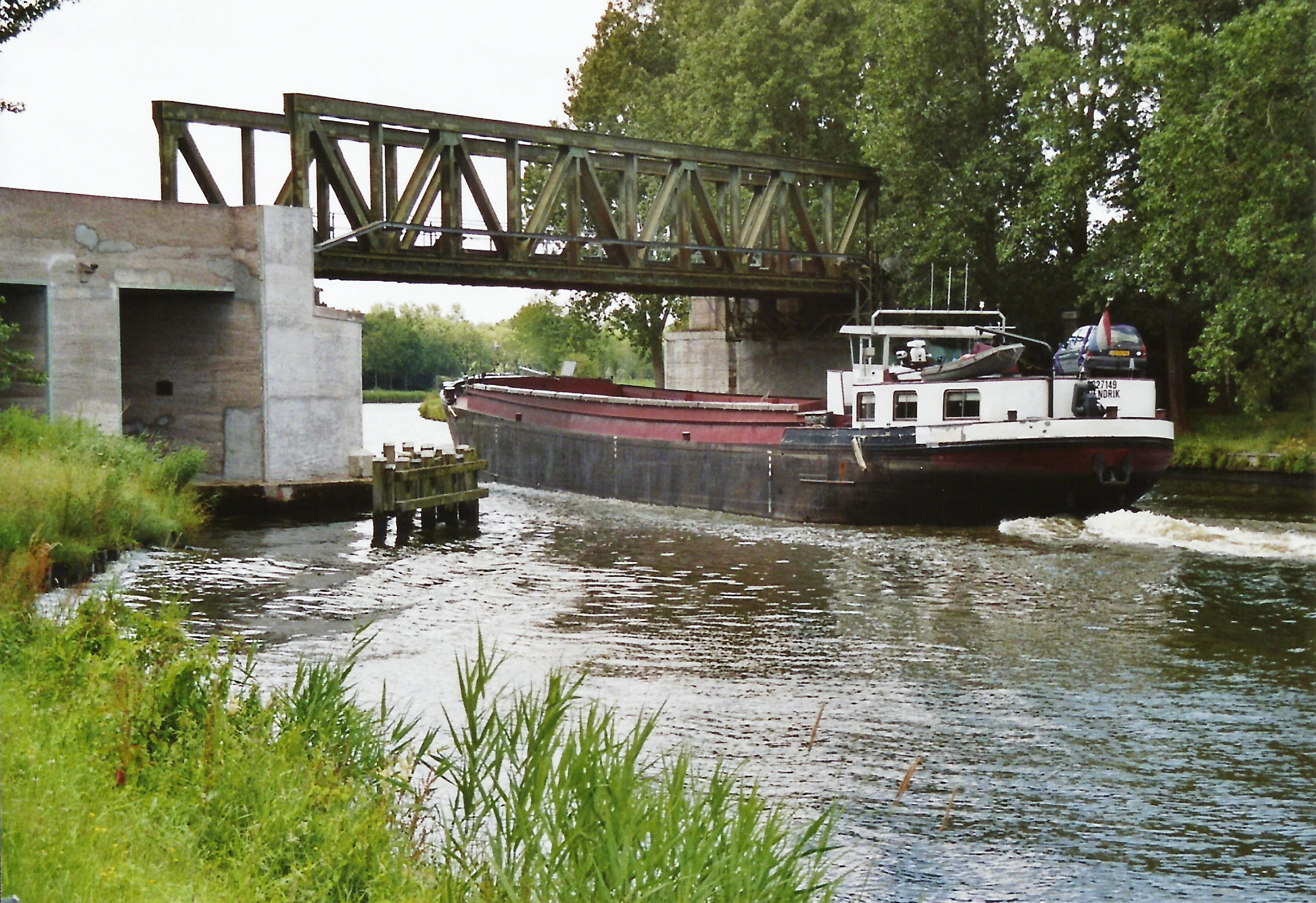
De oude spoorbrug bij Zuidhorn (tot 2017).